# Romualds Kalsons
Romualds Kalsons (* 7. September 1936 in Riga; † 15. November 2024) war ein sowjetischer bzw. lettischer Komponist und Dirigent.

## Leben
Romualds Kalsons studierte in seiner Geburtsstadt zunächst an der Jāzepa Mediņa Mūzikas vidusskola (Musikhochschule Jāzeps Mediņš) in der Abteilung für Chordirigieren und in der Folge an der Lettischen Musikakademie Jāzeps Vītols (LVK) Dirigieren bei Jāzeps Lindbergs und Komposition bei Ādolfs Skulte. Teils noch während seines Studiums arbeitete er 1957–1973 als Tontechniker beim Lettischen Rundfunk und Fernsehen. 1973–2009 unterrichtete er selbst an der Lettischen Musikakademie, wo er seit 1987 eine Professur innehatte und 1991–2001 Leiter der Kompositionsabteilung war.
Seit den 1960er-Jahren trat Romualds Kalsons als Dirigent mit dem Lettischen Nationalen Symphonieorchester und anderen Orchestern auf, vielfach mit Musik lettischer Komponisten. Als Pianist gab er zusammen mit seiner Frau, der Sopranistin Irēna Kalsone (1933–2014), und anderen Musikern Kammermusikkonzerte in Riga sowie anderen Orten in und außerhalb Lettlands. Kalsons war Mitglied des Lettischen Komponistenverbandes und 1989–2002 dessen Vorsitzender. Noch zu Zeiten der Sowjetunion wurde ihm 1978 der Titel Verdienter Künstler und 1986 der Titel Volkskünstler verliehen. Nach der Unabhängigkeit des Landes erhielt der Komponist 1996 den Großen Musikpreis, 1997 den Preis des Kulturministeriums der Republik Lettland und 2017 erneut den Großen Musikpreis, diesmal für das musikalische Lebenswerk.
Vom barocken und klassischen Formenreichtum und neoromantischer Ästhetik ausgehend, steht Kalson in der Tradition der lettischen Musik seiner Zeit. Obwohl in der Sowjetunion aufgewachsen, verstand er es mittels seiner sehr persönlich ausgeprägten Tonsprache die politisch verordneten Anforderungen des sogenannten Sozialistischen Realismus weitgehend zu vermeiden. Hervorstechende Merkmale sind melodischer Einfallsreichtum und tänzerisch-vitale Rhythmik, die sich in einer Vorliebe für rasche Sätze spiegelt. Sein Spektrum bezieht Dur-Moll-Tonalität, auf der lettischen Volksmusik fußende Modalität sowie im Ansatz serielle und aleatorische Elemente ein. Wichtig sind ihm transparente Instrumentierung und durch souveräne Orchestrierung gebildete farbige Klanglichkeit. Sein Œuvre umfasst fast alle Gattungen und schließt neben weltlichen auch zahlreiche geistliche Werke ein. Zu Kalsons international meistbeachteten Stücken zählen seine Instrumentalkonzerte, vor allem das Violinkonzert (1977), das zum Standardrepertoire lettischer Geiger zählt, und das Konzert für Klarinette und Kammerorchester (1982). Große Aufmerksamkeit erlangte die abendfüllende Oper Pazudušais dēls (Der verlorene Sohn) nach einem Stück von Rūdolfs Blaumanis (1994–1996). Aufgrund zunehmender Sehschwäche und schließlich Erblindung beendete Kalsons nach 2012 das Komponieren. In Deutschland galt ein Schwerpunkt seinem kammermusikalischen Schaffen beim Festival Classix Kempten 2015.
Im November 2024 starb er im Alter von 88 Jahren.

## Werke (Auswahl)

### Oper
- Pazudušais dēls (Der verlorene Sohn). Oper in drei Akten, Libretto: Ojārs Vācietis nach einem Stück von Rūdolfs Blaumanis (1994–1996)

### Chor und Orchester
- Atvadvārdi (Abschiedsworte) für Sopran, Männerchor und Kammerorchester (1979)
- Gribam lasīt zemenes (Wir wollen Erdbeeren sammeln). Kantate für Kinderchor und Orchester (1983)
- Mana dzimtene (Meine Heimat). Kantate für Chor und Orchester (1988)
- Kyrie eleison und Pater noster für Chor und Orchester (1998)
- Dziesma brīvai Latvijai (Lied für ein freies Lettland). Chorlieder von Jānis Kalniņš, arrangiert für Chor und Orchester (2006)

### Chor und Instrumente
- Šlopsters-Klopsters für Bass, Knabenchor und Instrumentalensemble (1971)
- Meitene (Mädchen) für Sopran, Männerchor, Violoncello und Klavier (1986)
- Halleluja für Chor, zwei Trompeten, Glocken und Orgel (1989)
- Laudate pueri Dominum. Kantate für Knabenchor, Piccolotrompeten und Orgel (2002)
- 93. Psalm für Sopran, Chor und Orgel (2005)

### Chor a cappella
- Skaņajā kalnā (Auf dem schönen Hügel) (1979)
- Basām kājām dvēselīte (Barfüßige Seele) (1990)
- 1990. Messe (1990)
- Kas tur klusi raud pašā viducī (Wer weint leise in der Mitte) (1991)
- Uzvedības ābece (Verhaltens-ABC) für Frauenchor (2003)

### Sologesang und Orchester
- Kad Volgogradā liepas zied (Wenn in Wolgograd die Linden blühen) für Tenor und Orchester (1975)
- Sarkana debessmala (Roter Horizont) für Mezzosopran und Orchester (1980)
- Mīlestība (Liebe) für Sopran und Orchester (1982)
- Sinfonia concertante für Bassbariton und Kammerorchester (1988)
- Lied aus dem Zyklus „Einfache Lieder“ für Countertenor und Kammerorchester (2006)

### Sologesang und Klavier
- Liederzyklus für Sopran und Klavier (1958)
- Fünf Lieder für Bariton und Klavier (1959)
- Sechs Lieder für Gesang und Klavier (1960)
- Sechs Lieder für Sopran, Tenor und Klavier (1961)
- Sieben Lieder für Bass und Klavier (1962)
- Runā laikabiedrs (Ein Zeitgenosse spricht) für Bariton und Klavier (1963)
- Vier Lieder für Mezzosopran und Klavier (1969)
- Trīs naivas dziesmiņas iz Rīgas senatnes (Drei schlichte Lieder aus Rigas Vergangenheit) für zwei Stimmen und Klavier (1970)
- Sechs Lieder für Mezzosopran und Klavier (1973)
- Ķēžu dziesmas (Kettenlieder) für Mezzosopran und Klavier (1974)
- Vienkāršās dziesmas (Einfache Lieder) für Mezzosopran und Klavier (1976)
- Ar vienu šūpuļdziesmu (Mit einem Wiegenlied) für mittlere Stimme und Klavier (1977)
- Mātei (Mutter) für mittlere Stimme und Klavier (1981)
- Dažas humoreskas iz putnu dzīves (Einige Humoresken über das Leben von Vögeln). Zyklus für mittlere Stimme und Klavier (1981)
- Acht lettische Volkslieder für Mezzosopran und Klavier (1983)
- Visa mūža garumā (Für die Dauer des Lebens) für mittlere Stimme und Klavier (1987)
- 1941… 1949… 1989. Triptychon für Bariton und Klavier (1989)
- Dažas attēlošanas cienīgas ainas (Einige Szenen, die es wert sind, dargestellt zu werden) für Bass und Klavier (2006)

### Sologesang und diverse Instrumente
- Rezitativ, Arie und Duett für Mezzosopran, Tenor und Orgel (1975)
- Etīdes par nebeidzamību (Studien zur Unendlichkeit) für Sopran, Flöte, Violoncello und Klavier (1975)
- Mīlestība (Liebe) für Sopran, Schlagzeug und Klavier (1978)
- Walzer für Mezzosopran und Instrumentalensemble (1979)
- Par Mārtiņdienu (Über den Martinstag). Fantasie über Themen lettischer Volkslieder für Tenor, Bass, Männerchor, Schlagzeug und Klavier (1982)
- Rezitativ, Arie und Duett für Mezzosopran, Tenor und Orchester (1984)
- Drei Lieder für Mezzosopran, Bariton, Violoncello, Klavier und Orgel (1990)
- Petrus. Oratorium für Soli, Orgel und Instrumentalensemble (1993)
- Vecrīgas dziesmas (Alte Rigaer Lieder) für Bass und Instrumentalensemble (2005)
- Ticība (Glaube) für Countertenor und Orgel (2006)

### Orchesterwerke
- Sinfonietta (1964)
- 1. Sinfonie (1965)
- Pirms aiziešanas (Vor dem Verlassen). Sinfonische Episode (1966)
- 2. Sinfonie „In modo classico“ (1968)
- Romantisches Poem (1968)
- 3. Sinfonie (1972)
- 4. Sinfonie für Sprecher und Orchester „Jauni sapņi no vecām pasakām“ (Neue Träume aus alten Märchen) (2007)
- Poem-Fantasie (1975)
- (1.) Concerto grosso (1977)
- Kāzu dziesmas (Hochzeitslieder) (1979)
- Retrospekcija. Poem (1980)
- Variationen (1982)
- Gadskārtu ierašu dziesmas (Lieder der saisonalen Festivals). Suite (1985)
- Allegro (1986)
- Mozaīka (Mosaik) (1991)
- Koncentriskas aprises (Konzentrische Linien) (2000)
- Precību dziesmas (Ehelieder) (2003)
- Suite für sinfonisches Blasorchester (2004)
- 5. Sinfonie (2007)
- Aktuāla epizode (Aktuelle Episode) (2010)
- Tevi lūdzu (Ich bitte Dich). Sinfonische Episode (2011)

### Instrumentalkonzerte
- Konzert für Violoncello und Orchester (1970)
- Ostinato für Violoncello und Orchester (1976)
- Konzert für Violine und Orchester (1977)
- Sinfonische Variationen für Klavier und Orchester (1978)
- Konzert für Klarinette und Kammerorchester (1982)
- Bērnu ainas (Kinderszenen) für Klavier und Jugendorchester (2003)

### Kammerorchester
- Melodie (1969)
- Musik (1969)
- 1. Sinfonie für Kammerorchester (1981)
- Polyphone Studie (1992)
- 2. Sinfonie für Kammerorchester „Finnische Sinfonie“ (1992)
- Concertino für zwei Piccolotrompeten, Orgel und Kammerorchester „Serio é buffo“ (1993)
- 2. Concerto grosso für Streichtrio, Cembalo und Streichorchester „Händeliana“ (2003)
- 3. Concerto grosso für Englischhorn, Schlagzeug und Streichorchester (2006)

### Kammermusik
- Bläserquintett (1963)
- Arie und Toccata für Celloensemble und Orgel (1967)
- Streichquartett (1973)
- Trio piccolo für Violine, Violoncello und Klavier (1985)
- Triptychon für Horn, Trompete und Orgel (1991)
- Allusion für zwei Solocelli, Harfe, Schlagzeug und Celloensemble (2001)
- Diptychon für Flöte, Horn und Klavier (2002)
- Quasi retro. Suite für Flötenquartett (2004)
- Epizode ar dažiem kontrastējošiem elementiem (Episode mit einigen kontrastierenden Elementen) für Streichquartett (2012)

### Duos
- Walzer-Capriccio für Flöte und Klavier (1961)
- Suite für Flöte und Klavier (1961)
- Sonate für Violine und Klavier (1964)
- Capriccio für Violine und Klavier (1965)
- Improvisation für Violine und Orgel (1986)
- Dialoghi. Quasi sonata für Klarinette und Violoncello (1987)
- Poem für Horn und Klavier (1987)
- Präludium und Kanon für zwei Flöten (1987)
- Vier lyrische Miniaturen für Viola und Klavier (1998)
- Negaidīta atklāsme (Unerwartete Offenbarung) für zwei Violoncelli (1999)
- Grotesque für Violine und Klavier (1999)
- Intermezzo für Violoncello und Klavier (1999)
- Scherzino für Fagott und Klavier (2001)
- Uzstājīgs motīvs (Beharrliches Motiv) für Posaune und Klavier (2001)
- Groteskā grimase (Groteske Grimasse) für Tuba und Klavier (2001)
- Pretmeti (Kontraste) für Violine und Klavier (2007)
- Divas konstruktīvas miniatūras (Zwei konstruktive Miniaturen) für Oboe und Klavier (2011)
- Līdzības (Ähnlichkeiten). Suite für Englischhorn und Cembalo (2012)
- Noskaņu kaleidoskops  (Kaleidoskop der Stimmungen) für Altsaxophon und Orgel (2012)

### Klavier vierhändig und zwei Klaviere
- Parallelen für zwei Klaviere (1976)
- Mozaīka (Mosaik). Suite für Klavier zu vier Händen (1982)
- Cinque movimenti für zwei Klaviere (1987)
- Kinderstücke für zwei Klaviere (1990)
- Bērnu ainas. Spēlēsim četrrocīgi (Kinderszenen. Lass uns mit vier Händen spielen) (1998)

### Blasinstrumente solo
- Monolog für Horn (1984)
- Draiskās vīzijas (Spielerische Visionen). Monolog für Klarinette (2007)
- Četras netradicionālas groteskas miniatūras (Vier untraditionell groteske Miniaturen) für Flöte (2008)
- Trīs grafiskas muzikālas vīzijas (Drei grafische musikalische Visionen) für Klarinette (2010)
- Trīs mini miniatūras (Drei Mini-Miniaturen) für Flöte (2011)

### Akkordeon solo
- Drei Stücke (2012)

### Klavier solo
- Variationen (1960)
- Fantasie-Sonate (1964)
- Bērnu ainas (Kinderszenen). Buch I (1978)
- Zwölf lettische Volkslieder. Arrangement für Klavier (1980)
- Sechs lettische Volkslieder. Arrangement für Klavier (1982)
- Via Baltica (1994)
- Lielā Baha pavēnī (Im Schatten des großen Bach) (1999)

### Orgel solo
- Passacaglia (1965)
- Präludium (1984)
- Fantasie und Passacaglia über ein konzentrisches Thema (1992)
- A, B, C, D, Es, F, Ges, As. Kleine Suite (1993)
- Drei lyrische Episoden (2002)

Weiters instruktive Werke und zahlreiche Stücke für Kinder, Bühnen- und Filmmusik. 

## CD-Diskographie (Auswahl)
- Violinkonzert, Cellokonzert, Sinfonische Variationen für Klavier und Orchester – CD Romualds Kalsons: Instrumentalkonzerte (Simax 2000)
- Pazudušais dēls (Der verlorene Sohn). Oper in drei Akten – 2CD (Lattelekom 2002)
- Violinkonzert, Ostinato für Cello und Orchester, Klarinettenkonzert – CD Romualds Kalsons: Instrumentalkonzerte (UPE Classics 2008)
- Allusion – 4CD Celebrating Slava! In Remembrance of Mstislav Rostropovich (Profil Hänssler 2008)
- Klarinettenkonzert – CD Nordic Atmospheres (Challenge Classics 2014)
- 1. Sinfonie für Kammerorchester – CD Symphonia Ipsa (Lettisches Musikinformationszentrum 2015)
- Streichquartett – CD Latvian String Quartets (Lettisches Musikinformationszentrum 2015)
- Konzert für Violine und Orchester – CD Valdis Zariņš spielt Violinkonzerte (SKANI 2019)[5]
- Allegro, Retrospekcija, Trio piccolo, Vier lyrische Miniaturen, Negaidīta atklāsme (Unerwartete Offenbarung), Walzer-Capriccio, Walzer, Gadskārtu ierašu dziesmas (Lieder der saisonalen Festivals) – CD Romualds Kalsons (SKANI 2021)